# Jobber
Nella mondo del wrestling professionistico, il termine jobber indica un wrestler di basso livello e di poca visibilità che ha il compito di affrontare un lottatore di più alto rango per essere facilmente sconfitto; un jobber può essere utilizzato anche per aumentare la notorietà di un wrestler emergente, soprattutto quando si tratta di un big man, al fine di mostrarne la potenza.
Il termine jobber deriva dall'inglese job (in italiano lavoro), con l'accezione di dirt job (lavoro sporco); infatti un jobber è un wrestler a cui tocca il compito più duro e meno remunerativo, ovvero quello di perdere senza mai essere lontanamente all'altezza dell'avversario.
Soprattutto negli anni ottanta e novanta, i jobber sconfitti venivano sottoposti a vere e proprie umiliazioni pubbliche: Jake Roberts era solito adagiare il proprio serpente sul corpo degli avversari una volta sconfitti; Brutus Beefcake tagliava malamente i capelli agli avversari o li rasava a zero; Big Boss Man li ammanettava alle corde del ring e li colpiva con il manganello; Ted DiBiase gli infilava in bocca delle banconote; Lex Luger, durante la sua gimmick da "narcisista", li prendeva per i capelli costringendoli a guardarsi allo specchio; gli Islanders sputavano pezzi di frutta (solitamente ananas) sul petto degli avversari a terra, e così via. Alcuni jobber come Trent Knight, Cougar Jay, Tim Parker, Reno Riggins, Tommy Angel, Bob Emory, Ricky Nelson, Curtis Thompson, Mulkey Brothers, Kenny Kendall, Red Tyler, Eddie Jackie, tra gli altri, acquisirono notorietà proprio in virtù delle umiliazioni da loro patite, e i fan si aspettavano di vederli umiliati dopo ogni match. Jake "The Snake" Roberts ficcò le teste di Bob Emory e Trent Knight dentro il sacco del suo serpente; Dick Murdoch colpì Emory in testa con un pezzo di legno e poi gli sputò in faccia; Reno Riggins una volta fu costretto a vestirsi da donna. Più recentemente la pratica di umiliare i jobber è stata rispolverata da Boogeyman che li ricopre di vermi una volta esanimi al tappeto.